# Hans Majestet Kongens Garde

Logo der Hans Majestet Kongens Garde

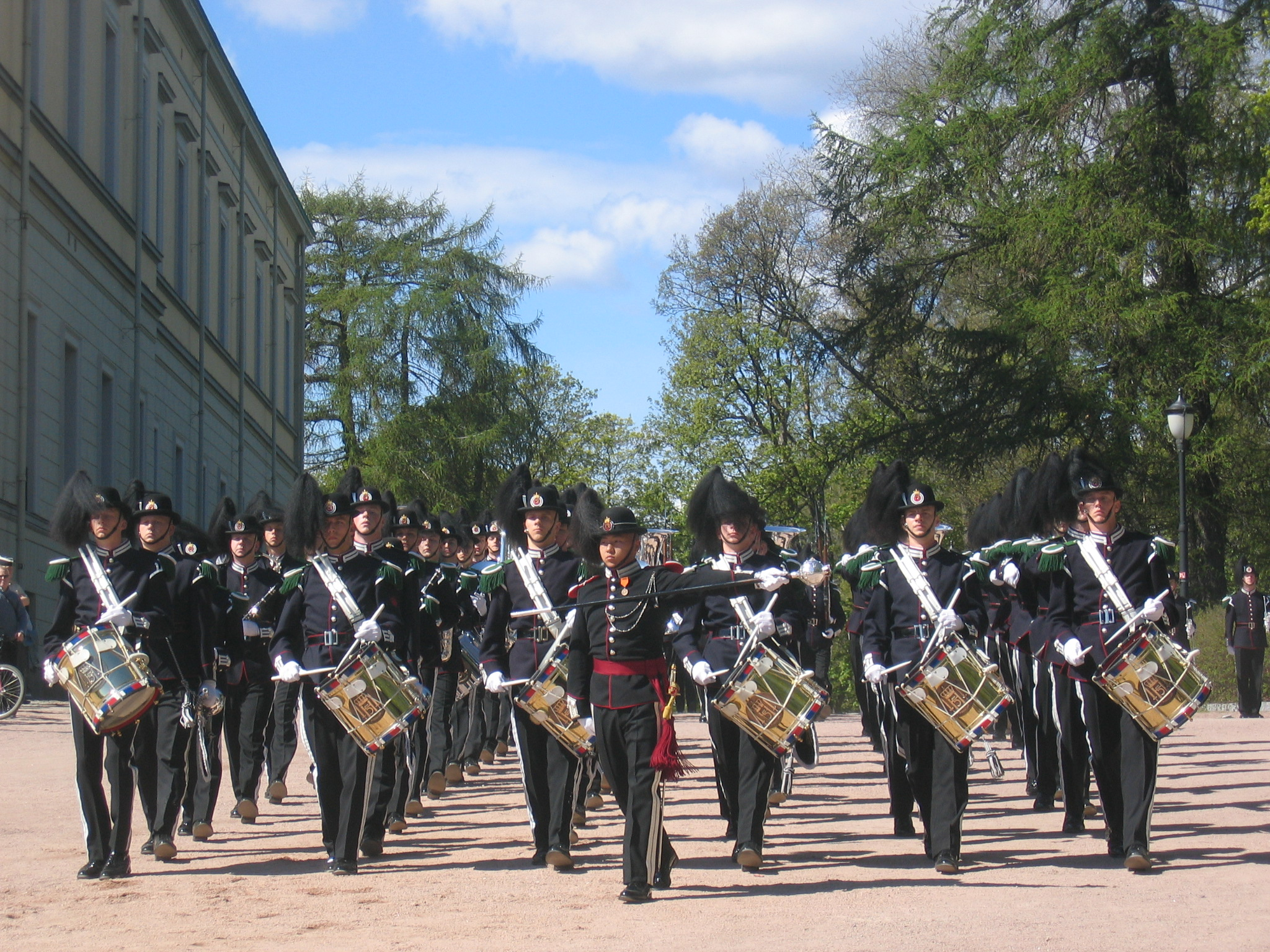
Das Musikkorps der norwegischen Garde vor dem Königspalast in Oslo

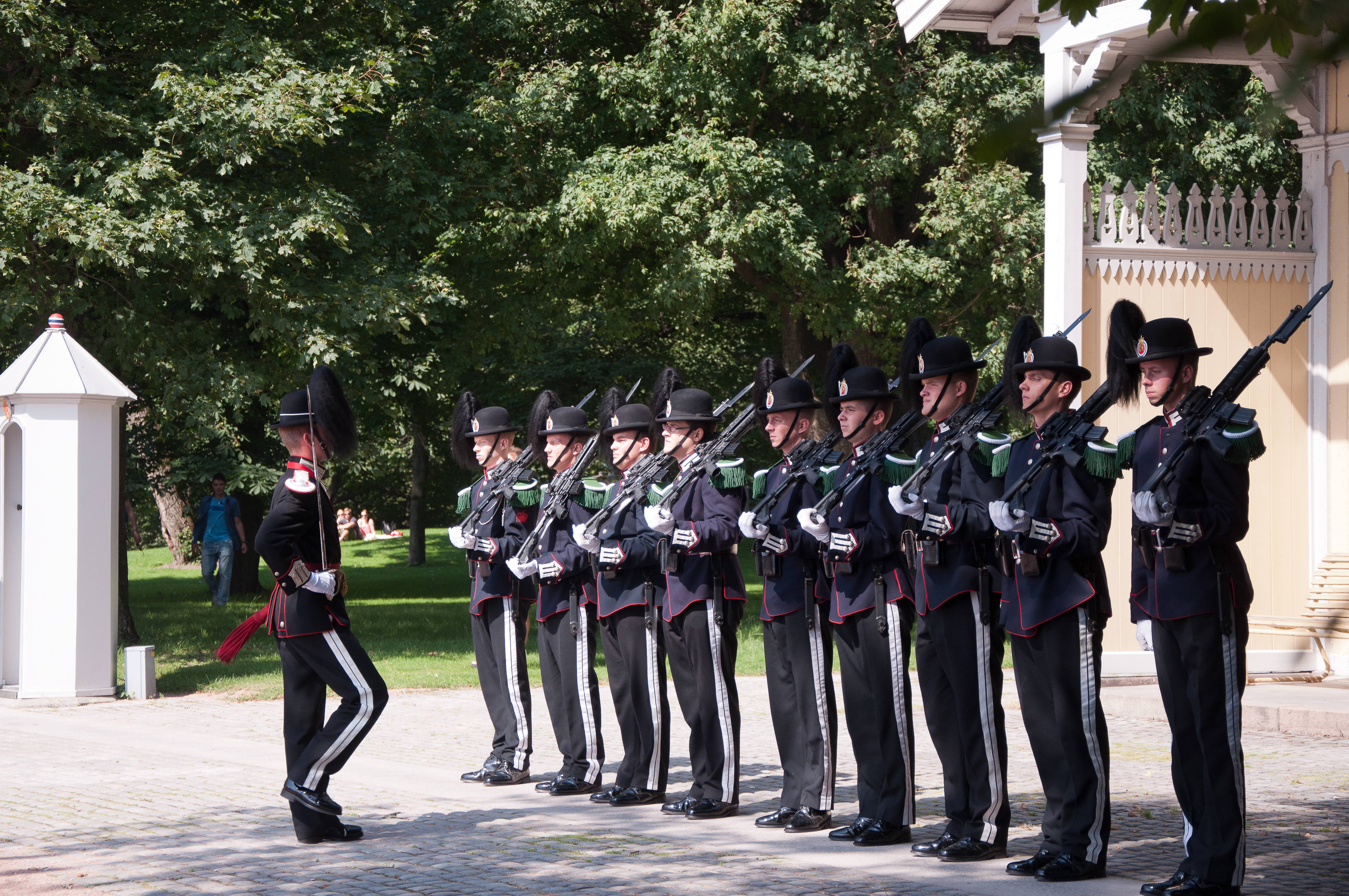
Wachwechsel vor dem königlichen Schloss in Oslo

Die Hans Majestet Kongens Garde (HMKG) (deutsch Garde Seiner Majestät des Königs) ist ein aus sechs Kompanien bestehendes Bataillon des norwegischen Heeres, das als Leibgarde des norwegischen Königshauses dient. Darüber hinaus ist sie für die Bewachung der königlichen Residenzen (Königsschloss, Skaugum und Festung Akershus) verantwortlich. Im Verteidigungsfall ist die Garde für die Verteidigung der norwegischen Hauptstadt Oslo zuständig. Bis auf die Ausbildungskompanie ist der Verband in Huseby Leir stationiert.

## Geschichte
Die Garde wurde 1856 von König Oskar I. von Schweden und Norwegen als Teil der Livgardesbrigaden aufgestellt, um damit sein Königtum über Schweden und Norwegen erkennbar zu machen. Die ersten 38 Soldaten waren ehemalige Angehörige der Agerhusiske ridende Jægercorpses gevorbne Escadron, deren anfängliche Hauptaufgabe war die Durchführung von Botendiensten zwischen Stockholm und Kristiania (jetzt Oslo).
1888 wurde die Kompanie als Wacheinheit endgültig nach Kristiania verlegt und nach der norwegischen Unabhängigkeit 1905 zum Bataillon verstärkt.
Während der Besetzung Norwegens 1940 im Zweiten Weltkrieg durch die Wehrmacht ermöglichte die Garde in der Schlacht von Midtskogen (9. – 10. April 1940) die Flucht König Haakons und der norwegischen Regierung ins Exil. Später kämpfte das Bataillon in Lundehøgda bei Lillehammer.

## Organisation
Die Hans Majestet Kongens Garde ist als leichtes Infanteriebataillon gegliedert:
- 1. Kompanie: Schützenkompanie, die 1940 bei Midtskogen gegen die Wehrmacht kämpfte
- 2. Kompanie: Begleitkompanie
- 3. Kompanie: Musikkorps
- 4. Kompanie: für Häuserkampf ausgebildet
- 5. Kompanie: Versorgungskompanie
- 6. Kompanie: Ausbildungskompanie, in Terningmoen stationiert

Seit 2006 wird das Bataillon umgegliedert, alle Einheiten, außer der 3. und 5. Kompanie, werden in zwei Schützenzüge, einen Begleit- und einen Aufklärungszug gegliedert. Jede Kompanie nimmt neben dem Wachdienst weitere Aufgaben wahr.
Die meisten Soldaten werden nach der allgemeinen Grundausbildung in das Bataillon aufgenommen und absolvieren dann einen fünfwöchigen zusätzlichen Ausbildungslehrgang. Nach erfolgreichem Abschluss werden die Soldaten zum Wachdienst an den königlichen Residenzen zugelassen.
Der Wachwechsel findet täglich zwischen 13.30 und 14.00 Uhr vor dem Königlichen Schloss statt und ist eine Touristenattraktion in Oslo. Neben dem protokollarischen Ehrendienst für ausländische Staatsgäste nimmt die Garde auch an zahlreichen anderen öffentlichen und staatlichen Veranstaltungen teil wie z. B. an der alljährlichen Parlamentseröffnung durch den norwegischen König.

## Uniform
Die Uniformen waren norwegisch-uniformschwarz und sind seit der Aufstellung des Verbandes bis zum heutigen Tag unverändert geblieben.
Die auffälligen Hüte mit den Federbuschen sind italienischer Herkunft, sie wurden nach dem Vorbild der Kopfbedeckung der italienischen Bersaglieri angefertigt, nachdem Königin Luise, die Frau von König Karl IV., bei einem Besuch in Italien 1860 von der dortigen Hutform so begeistert gewesen war, dass sie eine ähnliche Kopfbedeckung für die norwegische Garde durchsetzte.

## MaskottchenNils Olav
Eine Besonderheit der norwegischen Garde ist der Königspinguin Nils Olav. Der erste Pinguin dieses Namens wurde von der Garde 1972 im Zoo von Edinburgh als Regimentsmaskottchen adoptiert. Bis zu seinem Tod Ende der 1980er Jahre erhielt er mehrere Ehrenränge verliehen. Sein Nachfolger, ein weiterer Pinguin gleichen Namens, war 1993 zum Bataillonsfeldwebel ehrenhalber und 2005 sogar zum Ehrenoberst ernannt worden. 2008 folgte in einer feierlichen Zeremonie die Erhebung in den Ritterstand. 2016 wurde er zum Brigadegeneral ernannt.